# 強尼·塞恩
約翰·富蘭克林·塞恩（英語：John Franklin Sain，1917年9月25日—2006年11月7日），為美國職棒大聯盟的投手。生涯曾效力過勇士、洋基與運動家等隊。他最有名的就是於1946年至1951年與華倫·史潘組成勇士隊的雙強投。1948年，他在國聯MVP票選中拿下第二名。後來他退休後也成為了一位有名的投手教練。

## 二戰服役
1942年末，塞恩加入了美國海軍。他在海軍服役了三年，最後他在1945年11月服役期滿。

## 職業生涯
塞恩是第一位面對傑基·羅賓森的投手。
1948年，塞恩拿下24勝15敗，最後他在MVP票選中拿下第二名，僅次於差點拿下三冠王的斯坦·穆休。這一年勇士也靠著塞恩和華倫·史潘兩位強投闖進世界大賽，不過他們以2勝4敗不敵印地安人。而塞恩在世界大賽第一場投出完封勝，其中也靠著裁判的誤判拿下了這場比賽。
1951年，塞恩轉到洋基隊，並轉型為後援投手。1954年，他以22次救援成功拿下救援王。1955年，他轉到運動家隊。球季結束後宣布退休。
塞恩的打擊能力也不差，生涯打擊率為2成45，並敲出3轟與101分打點。

## 擔任投手教練
退休後，塞恩轉型為投手教練。他曾經擔任過運動家、洋基、雙城、老虎、白襪與勇士隊的投手教練。其中1960年代他更是參與了5次世界大賽。
儘管塞恩在擔任投手教練時受到許多球員的尊敬，不過他與當時雙城隊和老虎隊的總教練不合，最後雙城隊總教練將塞恩給辭退。結果因為塞恩的離開，沒有其他人能夠勝任投手教練一職，最後總教練只好讓塞恩回來。
1962年登上大聯盟的投手Jim Bouton，在他於1970年出版的一本書《四壞球》中，曾提到塞恩是他遇到最棒的投手教練。Bouton在1962年與1963年一共拿下39勝，洋基也在這兩年闖入世界大賽。1969年，Bouton加入西雅圖飛行者，塞恩當時在老虎隊擔任投手教練。而Bouton也希望他能在老虎隊投球，表達出他對塞恩的敬意。後來兩人又在1978年短暫在勇士隊合作過。不過另一位投手Tommy John就跟塞恩相處不好，因為塞恩一直希望John可以改變他的投球姿勢。
許多球員都曾在塞恩的調練下拿下單季至少20勝，包括吉姆·卡特、懷堤·福特、Mudcat Grant、Denny McLain、Jim Bouton、Al Downing、Jim Perry、Wilbur Wood與Stan Bahnsen等人。
2006年，塞恩病逝於伊利諾州，享壽89歲。

## 生涯投球數據
| 勝  | 敗  | 勝率 | ERA  | 出賽場次 | 先發場次 | 完投 | 完封 | 救援成功 | 投球局數 | 被安打 | 自責失分 | 失分 | 全壘打 | 保送 | 三振 | 暴投 | 觸身球 |
| 139 | 116 | .545 | 3.49 | 412      | 245      | 140  | 16   | 53       | 2125.2   | 2145   | 824      | 947  | 179    | 619  | 910  | 20   | 30     |

## 外部連結
- 球員資訊和成績在MLB ，ESPN ，Retrosheet ，Baseball Reference ，Baseball Reference (Minors) ，Fangraphs，The Baseball Cube （英文）